# Scott Tremaine
Scott Duncan Tremaine (Toronto, 25 de maio de 1950) é um astrofíco canadense.
É membro da Royal Society, da Sociedade Real do Canadá e da Academia Nacional de Ciências dos Estados Unidos.
Tremaine é considerado um dos mais destacados astrofísicos, por suas contribuições à teoria do Sistema Solar e dinâmica galáctica. Tremaine é epônimo do asteroide 3806 Tremaine. A ele é creditado a denominação de Cinturão de Kuiper.